# Asan Bazajev
Asan Tölegenuli Bazajev (Kazachs: Асан Төлегенұлы Базаев) (Alma-Ata, 22 februari 1981) is een Kazachse wielrenner. Bazajev stopte met wielrennen op het einde van het wielerseizoen 2013.

## Belangrijkste overwinningen
2003
- 19e etappe Vuelta a las Americas
- 20e etappe Vuelta a las Americas
- 2e etappe Cinturón Ciclista Internacional a Mallorca
- 1e etappe GP Tell

2004
- Aziatisch kampioen individuele tijdrit op de weg
- Eindklassement Ronde van Griekenland

2006
- 1e etappe Ronde van Duitsland

2008
- Kazachs kampioen op de weg, Elite
- Puntenklassement Ronde van Turkije

2012
- Kazachs kampioen op de weg, Elite

## Resultaten in voornaamste wedstrijden
| Jaar | Ronde van Italië | Ronde van Frankrijk | Ronde van Spanje |
| ---- | ---------------- | ------------------- | ---------------- |
| 2006 |                  |                     | 98e              |
| 2007 | 98e              |                     |                  |
| 2008 | 97e              |                     | 130e             |
| 2009 |                  |                     | 130e             |
| 2010 |                  |                     | 81e              |
| 2011 |                  |                     |                  |
| 2012 |                  |                     | opgave           |
| 2013 |                  | 168e                |                  |

| Jaar | Milaan-San Remo | Gent-Wevelgem | Ronde van Vlaanderen | Amstel Gold Race | Luik-Bast.‑Luik | Ronde van Lombardije |  | WK op de weg |  | Wereldranglijsten |
| ---- | --------------- | ------------- | -------------------- | ---------------- | --------------- | -------------------- |  | ------------ |  | ----------------- |
| 2006 |                 |               |                      |                  |                 |                      |  |              |  | 179e (UPT)        |
| 2007 |                 |               |                      |                  |                 |                      |  |              |  | 220e (UPT)        |
| 2008 |                 |               |                      |                  |                 |                      |  | 14e          |  |                   |
| 2009 | 16e             | 18e           | 26e                  | 70e              | 64e             |                      |  | 58e          |  | 229e (UWK)        |
| 2010 | 78e             | 34e           |                      |                  |                 | 30e                  |  | 8e           |  |                   |
| 2011 | 115e            |               | 131e                 | 135e             |                 |                      |  |              |  |                   |
| 2012 |                 | 113e          | 73e                  |                  |                 |                      |  | 18e          |  | 195e (UWT)        |
| 2013 |                 | 70e           |                      |                  |                 |                      |  |              |  |                   |

## Ploegen
- 2004 - Capec
- 2005 - Capec
- 2006 - Liberty Seguros-Würth (van 03-04 tot 01-06)
- 2006 - Astana
- 2007 - Astana
- 2008 - Astana
- 2009 - Astana
- 2010 - Astana
- 2011 - Astana
- 2012 - Astana
- 2013 - Astana